# 帕妥珠单抗

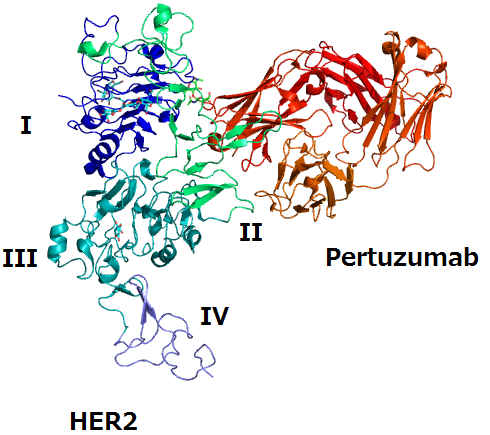
HER2結構與帕妥珠單抗

帕妥珠单抗（Pertuzumab，也被称作2C4，商品名Perjeta）是一种单克隆抗体。它是第一个被称作“HER二聚化抑制剂”的单克隆抗体。通过结合HER2，阻滞了HER2与其它HER受体的杂二聚，从而减缓了肿瘤的生长。帕妥珠单抗在2012年6月8日通过了美国FDA的认证，用于治疗HER2阳性的转移性乳腺癌。帕妥珠单抗由Genentech公司研发，罗氏制药于2009年收购了Genentech，帕妥珠单抗现在由罗氏制药掌握。

## 临床试验
帕妥珠单抗在前列腺癌、乳腺癌和卵巢癌的早期临床试验中获得了一定的成功。在关键的III期临床试验CLEOPATRA（帕妥珠单抗和曲妥珠单抗的临床评价）中，帕妥珠单抗的初始剂量为840mg 静滴，维持剂量为420 mg 静滴，三周一个周期。同时静脉滴注的帕妥珠单抗和多西他赛，其药代动力学不受年龄和药物间相互作用的影响。Gillian Keating在一项回顾性研究中总结了帕妥珠单抗的药代动力学和药效学特性。在随机、双盲的III期CLEOPATRA研究中，帕妥珠单抗联合曲妥珠单抗联合多西他赛与安慰剂联合曲妥珠单抗联合多西他赛相比，一线治疗HER2阳性转移性乳腺癌，显著地延长了无进展生存期，且心脏毒性没有增加。

### 乳腺癌評估試驗
目前正有几个试验在评估静脉给药的帕妥珠单抗治疗乳腺癌，这几个试验是：MARIANNE试验（晚期乳腺癌），NEOSPHERE试验（早期乳腺癌），TRYPHAENA试验（HER2阳性II/III乳腺癌）和APHINITY试验（HER2阳性非转移性乳腺癌）。

## 外部連結
- PERJETA™ (pertuzumab) HER2/neu receptor antagonist （页面存档备份，存于） （英文）